# Wipfeld
Wipfeld è un comune tedesco di 1 132 abitanti, situato nel land della Baviera.

## Amministrazione

### Gemellaggi
- Follina